# Alburnus albidus
Alburnus albidus (tên tiếng Anh là Italian Bleak hoặc White Bleak) là một loài cá vây tia thuộc họ Cyprinidae.
Loài này chỉ có ở Ý.
Môi trường sống tự nhiên của chúng là sông ngòi.